# Xã Scott, Quận Lackawanna, Pennsylvania
Xã Scott (tiếng Anh: Scott Township) là một xã thuộc quận Lackawanna, tiểu bang Pennsylvania, Hoa Kỳ. Năm 2010, dân số của xã này là 4.905 người.